# Litany (album)
Litany – czwarty album studyjny polskiej deathmetalowej grupy muzycznej Vader. Wydawnictwo ukazało się w 2000 roku nakładem wytwórni muzycznych Metal Blade Records, Metal Mind Productions oraz Avalon/Marquee Inc. Była to pierwsza płyta zespołu na której partie solowe nagrał gitarzysta Maurycy "Mauser" Stefanowicz, w latach poprzednich basista blackmetalowej formacji Christ Agony. Materiał uplasował się na 1. miejscu listy bestsellerów dziennika "Gazeta Wyborcza". Album uzyskał również nominację do Fryderyka w kategorii album roku metal.

## Realizacja
Nagrania zostały zarejestrowane w listopadzie 1999 roku w Red Studio w Gdyni. Realizatorem był Adam Toczko, który był także wraz z liderem zespołu Piotrem "Peterem" Wiwczarkiem producentem płyty. Przed sesją nagraniową studio raportowali przedstawiciele światowego wydawcy zespołu, wytwórni Metal Blade Records z którą muzycy podpisali kontrakt w 1999 roku. Roboczy mastering, także w listopadzie w Red Studio wykonał Tomasz Bonarowski. Ostatecznie materiał został zmasterowany w grudniu tego samego roku w częstochowskim 333 Studio przez Bartłomieja Kuźniaka. Album pod roboczym tytułem Chthonian Gods został skomponowany w całości przez Wiwczarka. Nagrany materiał był zbyt krótki dlatego formacja nagrała dodatkowo utwory "Cold Demons" i "Forwards To Die!!!", które zostały napisane bezpośrednio w studiu nagraniowym. Lider zespołu Vader napisał także słowa do tychże utworów, których wydźwięk odnosi się bezpośrednio do zainteresowania muzyka historią II wojny światowej. Pozostałe teksty napisał Paweł Frelik z wyjątkiem, ponownie zarejestrowanej kompozycji "The Final Massacre" autorstwa Pawła Wasilewskiego, a pochodzącej z wydanego  w 1989 roku dema pt. Necrolust. Okładkę i oprawę graficzną płyty przygotował Jacek Wiśniewski. Natomiast autorem sesji zdjęciowej był Piotr Brzozowski.
Piotr Wiwczarek opisał album w następujący sposób: "[...] my nie chcemy być oryginalni na siłę. Wprowadzamy nowości, ale nie rezygnując z własnego stylu. Dużo jest utworów krótkich, a bardzo intensywnych. [...] Teraz konstrukcje są prostsze, niemal grindowe. [...] Paweł Frelik jest autorem całej koncepcji płyty. Pisał dla nas teksty już na De Profundis czy Black to the Blind. Na nowej płycie są tylko dwa moje teksty. Zresztą pisałem je w studiu – Docent zagrał za szybko, bardzo skrócił czas trwania płyty, trzeba było dorobić więcej utworów. Czytając "Cold Demons", można sobie wyobrazić różne rzeczy – ale tekst jest o machinach wojennych, o czołgach. Czyli jest bliższy mojemu hobby niż temu, co zwykle piszemy. Takie małe odstępstwo od tematu. [...] na Litany dałem też pograć Maurycemu. Jego popisy będą się pojawiały coraz częściej."

## Promocja
Album został wydany w Polsce 22 marca 2000 roku nakładem wytwórni muzycznej Metal Mind Productions. Limitowana edycja płyty została wzbogacona o teledysk oraz prezentację multimedialną w której znalazła się dyskografia, zdjęcia, wywiad oraz biografia zespołu. 23 marca płyta ukazała się w Japonii dzięki Avalon/Marquee Inc. z dodatkowymi utworami "Red Dunes" i "Lord of Desert". Kompozycje trafiły także na wydany w 2001 roku minialbum zatytułowany Reign Forever World. W Stanach Zjednoczonych i pozostałych krajach Europy album Litany trafił do sprzedaży 9 maja nakładem Metal Blade Records. W 2001 roku album został wydany także w Rosji na podstawie licencji udzielonej oficynie Фоно (Fono). Płytę poprzedził, wydany tylko w Polsce singel pt. Xeper / North, który ukazał się wraz z magazynem branżowym Thrash'em All. Album Litany był promowany teledyskiem do utworu "Cold Demons", który odniósł sukces, choć zrealizowano go niewielkim kosztem w olsztyńskim Selani Studio we współpracy z Adamem Kucem.
W marcu, w ramach press tour zespół gościł w krajowej sieci sklepów Empik, gdzie spotkał się z fanami. Album Litany był ponadto promowany podczas licznych koncertów na świecie. W kwietniu grupa koncertowała w Europie w ramach objazdowego No Mercy Festival z udziałem Morbid Angel, Emperor, Impaled Nazarene, The Crown, Limbonic Art i Peccatum. Kolejne koncerty w Europie Polacy dali w ramach tournée z Vital Remains, Fleshcrawl oraz Rebaelliun. Latem muzycy wystąpili podczas festiwali w Niemczech, Czechach, Słowacji i Polsce, m.in. takich jak: Wacken Open Air, Thrash'em All Festival, czy Summer Breeze Open Air. We wrześniu Vader wyjechał do Japonii gdzie wspierany przez Ritual Carnage wystąpił w Tokio, Osace i Nagoi. W trakcie tegoż pobytu muzykom zaoferowano endorsment instrumentów firmy ESP. Jednakże umowa ostatecznie nie została sfinalizowana. W październiku formacja dała szereg koncertów w Polsce poprzedzając występy Turbo. Następnie skład udał się do Stanów Zjednoczonych gdzie odbył miesięczną trasę koncertową wraz z Cephalic Carnage, Dying Fetus i Deeds of Flesh. Promocja Litany dobiegła końca wyraz z wydaniem minialbumu Reign Forever World (2001).

## Odbiór
Materiał uplasował się w Polsce na 1. miejscu listy bestsellerów dziennika "Gazeta Wyborcza", wyprzedzając takich wykonawców jak: Pantera, czy Enrique Iglesias. Płyta sprzedała się na świecie w nakładzie 45 tys. sztuk w 3 miesiące od dnia premiery. Do listopada w samych Stanach Zjednoczonych wydawnictwo znalazło ponad 8 tysięcy nabywców. Album uzyskał ponadto szereg pozytywnych ocen ze strony krytyków muzycznych, które ukazały się m.in. w pismach "Metal Hammer" i "Machina" oraz serwisach Chronicles of Chaos i Metal Crypt. Dariusz Kempny – redaktor magazynu "Metal Hammer" w swej recenzji entuzjastycznie opisał umiejętności i rolę perkusisty Krzysztofa "Docenta" Raczkowskiego w kształtowaniu brzmienia zespołu: "Płytę rozpoczynają nogi mistrza (Doc), a po chwili zmasowany Vader w całej swej okazałości, zmienne tempa, charakterystyczne gitary zlewające się w rwący potok ekstremalnych kreatur, walczący z nimi cały czas głos Petera, a przede wszystkim Doc – mój osobisty bohater tej płyty. Może odnoszę to wrażenie za sprawą doskonale nagranych bębnów, niewątpliwie jednak Doc, jak zwykle, pokazał, że jest mistrzem".
Podobnie w swej ocenie wyraził się na łamach "Machiny" – Maciej Kierzkowski: "Płyta trwałaby dłużej, gdyby nie szybkość Docenta – perkusisty zespołu. Facet narzuca tempo, dzięki któremu zespół oszczędza czas i pieniądze. Z nim rzecz się ma podobnie jak z Dave’em Lombardo, kiedy tamten grywał ze Slayerem". Chłodną, jedną z nielicznych recenzji napisała na łamach serwisu Katarzyna Spychała, przyznając płycie 3. punkty na 5. możliwych: "...dużo czadu i mocnego uderzenia czyli... płyta jest nudna. Prawie nic lub niewiele ponad nic jest w stanie zająć. Ciekawszych wstawek niewiele. Dzieje się trochę w utworze Xeper oraz w trzech ostatnich kompozycjach, co nie zmienia faktu, że całość przedstawia się mizernie." Materiał spotkał się ponadto z pozytywnym odbiorem w Japonii gdzie był recenzowany przez branżowe czasopisma "Young Guitar", "Rhythm & Drums", "Player" oraz "Burrn!". Album znalazł się ponadto na 11. miejscu zestawienia Loud Rock amerykańskiego czasopisma "CMJ New Music Monthly". Wśród fanów zespołu Litany spotkał się z pozytywnym odbiorem. Nagrania otrzymały 4.03 punktów na podstawie 93. głosów w serwisie interia.pl. W 2000 roku album uzyskał również nominację do nagrody polskiego przemysłu fonograficznego Fryderyka w kategorii album roku metal.

## Lista utworów
Opracowano na podstawie materiału źródłowego.
| Nr  | Tytuł utworu             | Słowa            | Muzyka          | Długość |
| --- | ------------------------ | ---------------- | --------------- | ------- |
| 1.  | „Wings”                  | Paweł Frelik     | Piotr Wiwczarek | 03:10   |
| 2.  | „The One Made of Dreams” | Paweł Frelik     | Piotr Wiwczarek | 01:49   |
| 3.  | „Xeper”                  | Paweł Frelik     | Piotr Wiwczarek | 04:00   |
| 4.  | „Litany”                 | Paweł Frelik     | Piotr Wiwczarek | 03:01   |
| 5.  | „Cold Demons”            | Piotr Wiwczarek  | Piotr Wiwczarek | 03:12   |
| 6.  | „The Calling”            | Paweł Frelik     | Piotr Wiwczarek | 03:10   |
| 7.  | „North”                  | Paweł Frelik     | Piotr Wiwczarek | 01:36   |
| 8.  | „Forwards To Die!!!”     | Piotr Wiwczarek  | Piotr Wiwczarek | 01:38   |
| 9.  | „A World of Hurt”        | Paweł Frelik     | Piotr Wiwczarek | 01:50   |
| 10. | „The World Made Flesh”   | Paweł Frelik     | Piotr Wiwczarek | 02:48   |
| 11. | „The Final Massacre”     | Paweł Wasilewski | Piotr Wiwczarek | 04:32   |
|     |                          |                  |                 | 30:46   |

| Utwory dodatkowe – edycja japońska | Utwory dodatkowe – edycja japońska | Utwory dodatkowe – edycja japońska | Utwory dodatkowe – edycja japońska | Utwory dodatkowe – edycja japońska |
| Nr                                 | Tytuł utworu                       | Słowa                              | Muzyka                             | Długość                            |
| ---------------------------------- | ---------------------------------- | ---------------------------------- | ---------------------------------- | ---------------------------------- |
| 1.                                 | „Red Dunes”                        | utwór instrumentalny               | Piotr Wiwczarek                    | 01:13                              |
| 2.                                 | „Lord of Desert”                   | Paweł Frelik                       | Piotr Wiwczarek                    | 02:00                              |

## Twórcy
Opracowano na podstawie materiału źródłowego.
| Zespół Vader w składzie - Piotr "Peter" Wiwczarek – gitara rytmiczna, gitara prowadząca, gitara basowa, śpiew, produkcja, słowa - Maurycy "Mauser" Stefanowicz – gitara prowadząca - Leszek "Shambo" Rakowski – gitara basowa[A] - Krzysztof "Docent" Raczkowski – perkusja Notatki - A^ Wymieniony na płycie, nie brał udziału w nagraniach. | Produkcja - Adam Toczko – produkcja, inżynieria dźwięku, realizacja (Red Studio, Gdynia, 1999) - Tomasz Bonarowski – mastering roboczy (Red Studio, Gdynia, listopad 1999) - Bartłomiej Kuźniak – mastering (Studio 333, Częstochowa, grudzień 1999) - Paweł Frelik – słowa - Paweł Wasilewski – słowa - Jacek Wiśniewski – prezentacja multimedialna, okładka - Piotr Brzozowski – zdjęcia |

## Wydania
| Rok  | Nr katalogowy | Format                   | Wytwórnia                                         | Region                 | Źródło               |
| ---- | ------------- | ------------------------ | ------------------------------------------------- | ---------------------- | -------------------- |
| 2000 | 3984-14297-2  | CD, Enh, Album           | Metal Blade Records                               | Europa                 | [ 22 ] [ 30 ] [ 31 ] |
| 2000 | 3984-14297-2  | CD, Enh, Album           | Metal Blade Records                               | Stany Zjednoczone      | [ 31 ]               |
| 2000 | MMPCD0088DG   | CD, Enh, Album, Ltd, Dig | Metal Mind Records                                | Polska                 | [ 32 ]               |
| 2000 | MMPCD0088     | CD, Album                | Metal Mind Records                                | Polska                 | [ 20 ]               |
| 2000 | MMP 0088      | Cass, Album              | Metal Mind Records                                | Polska                 | [ 31 ]               |
| 2000 | 3984-14297-1  | LP, Album                | Metal Blade Records                               | Europa                 | [ 31 ]               |
| 2000 | MICP-10174    | CD, Album                | Avalon/Marquee Inc.                               | Japonia                | [ 21 ]               |
| 2001 | FO63CD        | CD, Album                | Фоно                                              | Rosja                  | [ 31 ]               |
| 2001 | MB131111      | Cass, Album              | Metal Blade Records/Music Gallery India Pvt. Ltd. | Indie                  | [ 31 ]               |
| 2009 | BOBV156 LP    | LP, Album                | Back on Black                                     | Wielka Brytania/Europa | [ 31 ]               |